# Линус Улмарк
Линус Улмарк (швед. Linus Ullmark; рођен 31. јула 1993. у Лујнвику, Шведска) професионални је шведски хокејаш на леду који игра на позицији голмана.
Професионалним хокејом бави се од 2012. од када игра у редовима шведског прволигаша Модо хокеја. Сезону 2013/14. окончао је са признањем за најбољег голмана СХЛ лиге, са процентом одбрана од 93,1%. 
Године 2012. учествовао је на улазном драфту НХЛ лиге где га је као 163. пика у 6. рунди одабрала екипа Буфало Сејберса. Крајем маја 2014. потписао је трогодишњи уговор са Сејберсима, а потом је прослеђен назад у редове Модоа на једногодишњу позајмицу.
Био је део сениорске репрезентације Шведске која је на Светском првенству 2014. у Минску освојила бронзану медаљу.